# Price-Jones-Kurve
Die Price-Jones-Kurve beschreibt die Verteilung des Durchmessers der roten Blutkörperchen (Erythrozyten) in einer Blutprobe und ähnelt im Normalfall sehr stark einer normalverteilten gaußschen Kurve mit dem Maximum bei etwa 7,5 Mikrometern. Allerdings hat die Price-Jones-Kurve einen abgeschlossenen Definitionsbereich. Sie weist somit keine riesigen und keine negativen Werte des Durchmessers auf, wie es bei einer gaußschen Verteilung der Fall wäre. Sie ist nach dem britischen Hämatologen und Pathologen Cecil Price-Jones benannt.
Eine Rechtsverschiebung des Mittelwertes dieser Kurve bezeichnet man als Makrozytose, eine Linksverschiebung als Mikrozytose. Anormal große Erythrozyten werden als Makrozyten, anormal kleine als Mikrozyten bezeichnet. Liegen diese in zu hoher und ausgewogener Konzentration vor, so wird die Price-Jones-Kurve abgeflacht und man spricht von einer Anisozytose. Das mittlere Erythrozytenvolumen wird durch den MCV-Wert dargestellt.